# NGC 5820
NGC 5820 est une galaxie lenticulaire située dans la constellation du Bouvier. Sa vitesse par rapport au fond diffus cosmologique est de 3 413 ± 16 km/s, ce qui correspond à une distance de Hubble de 50,4 ± 3,5 Mpc (∼164 millions d'al). NGC 5820 a été découverte par l'astronome germano-britannique William Herschel en 1788.

## Description
La galaxies NGC 5820 figure dans l'atlas des galaxies particulières de Halton Arp sous la cote Arp 136. Arp mentionne que c'est un exemple de galaxie elliptique avec un pâle écoulement. Cet écoulement visible vers le sud-est sur l'image obtenue du relevé SDSS.
À ce jour, cinq mesures non basées sur le décalage vers le rouge (redshift) donnent une distance de 37,440 ± 12,173 Mpc (∼122 millions d'al), ce qui est à tout juste l'extérieur des distances calculées en employant la valeur du décalage. Notons cependant que c'est avec la valeur moyenne des mesures indépendantes, lorsqu'elles existent, que la base de données NASA/IPAC calcule le diamètre d'une galaxie et qu'en conséquence le diamètre de NGC 5820 pourrait être d'environ 31,4 kpc (∼102 000 al) si on utilisait la distance de Hubble pour le calculer.

## Groupe de NGC 5908
Selon A.M. Garcia, la galaxie NGC 5820 fait partie d'un groupe de galaxies qui compte au moins sept membres, le groupe de NGC 5908. Les autres membres de ce groupe sont NGC 5821, NGC 5874, NGC 5876, NGC 5905, NGC 5908 et UGC 9759.
D'autre part, dans un article publié en 1998, Abraham Mahtessian mentionne aussi ce groupe, mais les galaxies NGC 5820, NGC 5821 et UGC 9759 n'y figurent pas.
De plus, selon E.L. Turner, les galaxies NGC 5820 et NGC 5281 forment une paire de galaxies rapprochées. La distance de Hubble de NGC 5281 est égale à 50,54 ± 3,54 pc, presque la même que celle de NGC 5820. Ces deux galaxies forment donc une paire réelle.